# Bertil Sandström
Karl Bertil Sandström (Gävle, 25 de noviembre de 1887-Solna, 1 de diciembre de 1964) fue un jinete sueco que compitió en la modalidad de doma.
Participó en tres Juegos Olímpicos de Verano entre los años 1920 y 1932, obteniendo tres medallas de plata, en las ediciones de Amberes 1920, París 1924 y Los Ángeles 1932.

## Palmarés internacional
| Juegos Olímpicos | Juegos Olímpicos             | Juegos Olímpicos | Juegos Olímpicos |
| Año              | Lugar                        | Medalla          | Categoría        |
| ---------------- | ---------------------------- | ---------------- | ---------------- |
| 1920             | Amberes (Bélgica)            | Medalla de plata | Individual       |
| 1924             | París (Francia)              | Medalla de plata | Individual       |
| 1932             | Los Ángeles (Estados Unidos) | Medalla de plata | Por equipos      |